# Feliciano Béjar
Feliciano Béjar Ruiz (1920-2007). Fue un escultor y pintor autodidacta mexicano. Nació en Jiquilpan, Michoacán, México y murió en la Ciudad de México el 1 de febrero de 2007. Béjar fue un autodidacto en varias disciplinas, tales como: dibujo, grabado, pintura y escultura. Fue innovador en varios materiales plásticos y artesanales, creador de los magiscopios. Béjar pasó una niñez en su Jiquilpan natal como acólito y ayudando a su familia empleándose en una mercería. 
A la edad de ocho años sufrió de poliomielitis, por lo que se vio obligado a usar muletas por casi cinco años. En este tiempo aprendió diversas técnicas artesanales, motivado por su madre. De la poliomielitis se recuperaría a los 15 años. Durante esta etapa conoce el valor de reciclar como un acto creativo y restaurador, práctica que lo marcó en su vida artística.
Durante la Guerra Cristera (1926-1929) en varias regiones de México, descubrió las dos caras opuestas del ser humano: la habilidad para crear vida a través del arte, y su infinita capacidad de destrucción, que arrastra todo lo que le rodea. De la destrucción se declaró enemigo y la enfrentó continuamente en su vida.
Jiquilpan se convirtió en aquellos años en centro de artes, lo que lo llevó a conocer al muralista mexicano José Clemente Orozco, que plasmó sus ideas en murales sobre la Revolución mexicana en una biblioteca del lugar.
Béjar fue un trotamundos que se desempeñó en todo tipo de actividades para sobrevivir, desde vendedor de telas, afanador, lavaplatos y elevadorista. En Nueva York en largas estancias en el Museo Metropolitano de Arte se convierte en pintor. Es en esta ciudad donde el pintor inglés Arthur Ewart lo estimula a observar y plasmar la realidad desde el punto de vista plástico. Béjar regresa a México en 1947.
Su primera exposición individual la realizó como pintor con 18 pinturas, en la Ward Eggleston Gallery, en la calle 57 de Nueva York. En 1949 fue becado por la Unesco en París, no obstante su formación autodidacta, aprovechando la estancia para recorrer Europa en bicicleta. A París regresó en 1956 para emplearse de extra de cine, locutor, además realizar sus actividades artísticas. En ese periodo, un nuevo elemento asomó con insistencia en su obra: las luces a manera de pequeños soles. Por ello su biógrafo, Martin Foley, lo bautizó como El recolector de soles.
A su regreso a México, nuevamente se involucró en la construcción de extraños instrumentos con el objeto de convertir el desperdicio moderno en esculturas, y alcanzar con ello «democratizar la belleza a través del arte», según hace notar en la presentación de la exposición Juan Carlos Ruiz Guadalajara, quien añade que «sus esculturas, cuadros y casas comenzaron a poblarse de luz» . Habían nacido unas esculturas bautizadas por Jorge Hernández Campo como Magiscopios, que describe como instrumentos de acero reciclado con lentes encapsulados, que albergan mundos y visiones asombrosas.
Béjar participó en más de 125 exposiciones individuales o colectivas, en México, Estados Unidos de América, Australia y varios países de Europa. Su obra se encuentra en colecciones de más de 75 museos de México, Brasil, Estados Unidos, Canadá, Colombia, Francia, Israel y la Gran Bretaña, entre otros países. La Organización de las Naciones Unidas para la Educación, la Ciencia y la Cultura (Unesco) produjo en 1964 la película “El mundo de Feliciano Béjar”, que se estrenó en Nueva York. En 1966 fue exhibida su obra en el Palacio de Bellas Artes en la Cd. de México. 
Su meta era llevar a la sociedad la belleza de las artes. En 1981 se destruyeron algunos de sus obras que resguardaba en su casa por motivo de inundaciones. En 1991 tuvo  "breakdown"  y fue internado 22 días en el Instituto Mental (Posteriormente cerrado y destruido), después de este episodio siguió trabajando en su obra y escribiendo en los periódicos hasta su muerte en 2007. Béjar murió a la edad de 86 años en un hospital en Médica Sur en la Ciudad de México , sus restos descansan en el panteón municipal de Canalejas Estado de México cerca de los bosques y lagos que él creó. 
En 2013 se creó la Casa Museo El Porvenir  Feliciano Béjar, en la casa de la familia en Jiquilpan, Michoacán.  